# 红腺豆腐柴
红腺豆腐柴（学名：Premna rubroglandulosa）为马鞭草科豆腐柴属下的一个种。

## 扩展阅读
- 維基物種上的相關：红腺豆腐柴